# Zbrodnia w Lipnikach
Zbrodnia w Lipnikach – zbrodnia popełniona przez oddział Ukraińskiej Powstańczej Armii (UPA) pod dowództwem Iwana Łytwynczuka ps. Dubowyj, dowódcy Pierwszej Grupy UPA, wraz z okolicznymi ukraińskimi mieszkańcami w nocy z 26 na 27 marca 1943 we wsi Lipniki, w powiecie kostopolskim w dawnym województwie wołyńskim. Ofiarą zbrodni padło 179–182 osób, oprócz Polaków także 4 Żydów i 1 Rosjanka.
Zbrodnia w Lipnikach była kolejną tego typu akcją oddziału Dubowego, który w okresie od 9 do 25 marca 1943 napadł na miejscowości Kolonia Antonówka, Białka, Kamionka, Kolonia Zarzeczka, Czudwy, Mokwin, Kolonia Borówka, Hłuboczek, Derażne, Kolonia Polanówka, Kolonia Tomaszów, Kolonia Hipolitówka, Kolonia Radomianka, Kolonia Wereczówka.

## Przed zbrodnią
W 1941 ukraińska policja pomocnicza przeprowadziła rewizję w kilku domach w Lipnikach pod pretekstem poszukiwania ukrytej broni. Mimo jej braku kilkunastu Polaków zostało aresztowanych i przetransportowanych do Kostopola. Po kilku dniach bicia część osób wypuszczono zatrzymując pięć osób. 
W styczniu 1943 w związku z wieściami o napadach Ukraińców na Polaków w kolonii zorganizowano Komitet Samoobrony. Jego organizatorem był Marek Słowiński, a komendantami Szczepan Hajdamowicz i Edmund Bielawski. Samoobrona liczyła 21 osób i jej działalność ograniczyła się do wart i nocnych patroli. Początkowo z braku broni wartownicy byli uzbrojeni w drągi i widły, do momentu, gdy udało się zdobyć kilkanaście karabinów i jeden ręczny karabin maszynowy. 
W nocy z 18 na 19 marca 1943 do wsi wtargnęło trzech uzbrojonych Ukraińców. Gdy wartownicy usiłowali ich zatrzymać, otworzyli oni ogień z broni palnej. Udało się ująć jednego – byłego policjanta ukraińskiego Ołeksandra Małyszkę, który był członkiem UPA. Przesłuchiwano go przez 3 dni. Zmaltretowany Małyszko został odwieziony do Bereźnego, przekazany w ręce żandarmów niemieckich, i powieszony przez nich za dezercję.
Po tym wydarzeniu stosunki z Ukraińcami się zaogniły, UPA zaczęła szykować napad. Każde oddalenie się od wsi, nawet w dzień groziło śmiercią. W przeddzień ataku UPA wezwała duże grupy chłopów ukraińskich z okolicznych wsi (Białka, Mokwin, Jabłonne, Kamionka, Wielkie Pole), którym rozdała broń i amunicję. 
We wsi w momencie napaści przebywało ok. 700 osób – oprócz stałych mieszkańców także wielu uciekinierów z sąsiednich miejscowości oraz 10 Żydów ukrywanych przez mieszkańców wsi.

## Przebieg zbrodni
Atak na wieś nastąpił w nocy z 26 na 27 marca. Lipniki zostały otoczone i ostrzelane kulami zapalającymi z karabinu maszynowego usytuowanego w wiatraku. W pierwszych szeregach atakujących szli upowcy z bronią palną, a za nimi podążały grupy chłopów, wzniecając ogień. We wsi wybuchła panika, ludzie uciekali w różne strony. Do uciekających strzelano, ponadto wiele osób zginęło w pożarach, złapane dzieci były wrzucane do płonących domów. Inni udusili się dymem, kryjąc się w kopcach na ziemniaki lub zostali zabici widłami i siekierami. 
Grupie samoobrony, mimo wielokrotnej przewagi sił napastników, udało się przebić i wyprowadzić około 500 osób z kolonii. Uciekinierzy udali się do majątku Zurne i Bereźnego. Grupa około stu osób, które nie zdążyły uciec i ukryły się w rowie melioracyjnym, została otoczona i w większości wymordowana przy użyciu broni białej.
Przez kilka godzin nocnych oddziały upowców przeszukiwały pola i zagrody, dobijając rannych. Przeżyła m.in. Ewelina Hajdamowicz, ocalona przez sąsiada Ukraińca, który skierował pozostałych upowców w inną stronę. Następnego dnia kobieta została znaleziona przez męża i zabrana do szpitala w Bereźnem.
Po odejściu UPA pozostali przy życiu Polacy zebrali ciała zabitych i pochowali we wspólnej mogile obok budynku Domu Ludowego. Zidentyfikowano 121 osób. Ranni zostali przewiezieni do szpitala w Bereźnem, tam część zmarła. Duża część uciekinierów została następnie wywieziona na przymusowe roboty do Niemiec. Po wojnie szczątki z masowej mogiły przeniesiono na cmentarz prawosławny do wsi Białka, niektóre ofiary zostały pochowane w Bereźnem.

### Ocalenie Mirosława Hermaszewskiego
Podczas ucieczki z zaatakowanych Lipnik 1,5-roczny Mirosław Hermaszewski był niesiony przez matkę. Jeden z banderowców z bliska strzelił jej w głowę, ale nie trafił precyzyjnie. Napastnik pozostawił zakrwawioną kobietę, myśląc, że nie żyje. Gdy matka Mirosława odzyskała przytomność, zaczęła znów uciekać. W sąsiedniej wsi zaopiekowały się nią znajome Ukrainki. Gdy ochłonęła, zorientowała się, że nie ma dziecka na plecach. Na poszukiwania syna wyruszył ojciec i brat Mirosława. Udało się znaleźć zawiniątko z dzieckiem i ocalić mu życie. Niedługo potem podczas wypadu na własne pole do Lipnik, ojciec Mirosława został postrzelony w okolice serca i zmarł.